# КМС-132
Колі́́йна маши́нна ста́нція № 132 — одне зі структурних підприємств АТ «Укрзалізниця». Розташоване в Полтавському районі, в с. Копили, виробнича база на станції Полтава-Південна. 
Основна діяльність КМС — механізоване рухоме підприємство колійного господарства, яке виконує планові роботи щодо ремонту колії на експлуатаційних частинах залізниці. Як правило, КМС складається із підготовчої, основної та опоряджувальної колон (ланкову колію збирають та розбирають на автоматичних та напівавтоматичних лініях виробництва).

## Історія КМС-132
3 травня 1954 року наказом начальника Південної залізниці на базі колійної колони Гребінківської дистанції колії організовано Колійну дорожню машинну станцію № 2 (КДМС-2). 4 лютого 1963 року Колійну дорожню машинну станцію № 2 (КДМС-2) реорганізовано в Полтавську колійну машинну станцію № 132 (КМС-132).

## Керівний склад
- Начальник: Долотецький Євгеній Олександрович
- Заступник: Зеленський Андрій Павлович
- Заступник: Кузмінський Андрій Іванович
- Помічник із кадрових питань: Жара Наталія Михайлівна